# Kabinett Werner
Das Kabinett Werner bildete die Landesregierung des Volksstaates Hessen vom 13. März bis zum 20. September 1933 unter Staatspräsident Ferdinand Werner.

## Mitglieder
| Amt                     | Name                                 | Bild | Partei | Partei |
| ----------------------- | ------------------------------------ | ---- | ------ | ------ |
| Staatspräsident         | Ferdinand Werner                     |      |        | NSDAP  |
| Bildungswesen           | Ferdinand Werner                     |      |        | NSDAP  |
| Finanzen Inneres Justiz | Heinrich Müller                      |      |        | NSDAP  |
| Finanzen Inneres Justiz | Ferdinand Werner ab 15. Mai 1933     |      |        | NSDAP  |
| Staatsrat               | Philipp Wilhelm Jung ab 15. Mai 1933 |      |        | NSDAP  |